# Svenska mästerskapen i längdskidåkning 1949
Svenska mästerskapen i längdskidåkning 1949 arrangerades, som en del av stora SM-veckan, i Härnösand den 13-19 februari.

## Medaljörer, resultat

### Herrar
| Gren              | Guld                                                             | Guld                                                             | Guld    | Silver                                                           | Silver                                                           | Silver  | Brons                                                             | Brons                                                             | Brons   |
| 15 km             | Gunnar Östberg                                                   | IF Sandvikarna                                                   | 57.26   | Enar Josefsson                                                   | Åsele IK                                                         | 58.15   | Nils Granhammar                                                   | Brännan                                                           | 58.17   |
| 30 km             | Nils Karlsson                                                    | IFK Mora                                                         | 1.48.18 | Enar Josefsson                                                   | Åsele IK                                                         | 1.48.52 | Gunnar Karlsson                                                   | IFK Umeå                                                          | 1.50.06 |
| 50 km             | Nils Östensson                                                   | Sälens IF                                                        | 2.54.39 | Nils Täpp                                                        | Östersunds SK                                                    | 2.56.21 | Nils Karlsson                                                     | IFK Mora                                                          | 2.56.33 |
| Stafett 3 x 10 km | Östersunds SK (Hemming Hemmingsson, Manfred Sjöström, Nils Täpp) | Östersunds SK (Hemming Hemmingsson, Manfred Sjöström, Nils Täpp) | 1.39.23 | IFK Mora (Gunnar Eriksson, Anders Törnkvist, Nils Karlsson)      | IFK Mora (Gunnar Eriksson, Anders Törnkvist, Nils Karlsson)      | 1.39.33 | Brännans IF (Nils Granhammar, Folke Vedin, Manfred Sjödin)        | Brännans IF (Nils Granhammar, Folke Vedin, Manfred Sjödin)        | 1.40.08 |
| Lagtävling 15 km  | Brännans IF (Nils Granhammar, Manfred Sjödin, Otto Högström)     | Brännans IF (Nils Granhammar, Manfred Sjödin, Otto Högström)     | 2.57.25 | Östersunds SK (Nils Täpp, Manfred Sjöström, Hemming Hemmingsson) | Östersunds SK (Nils Täpp, Manfred Sjöström, Hemming Hemmingsson) | 2.58.52 | IFK Mora (Gunnar Eriksson, Nils Karlsson, Anders Törnkvist)       | IFK Mora (Gunnar Eriksson, Nils Karlsson, Anders Törnkvist)       | 3.00.22 |
| Lagtävling 30 km  | IFK Mora (Nils Karlsson, Gunnar Eriksson, Anders Törnkvist)      | IFK Mora (Nils Karlsson, Gunnar Eriksson, Anders Törnkvist)      | 5.34.49 | IFK Umeå (Gunnar Karlsson, Harald Eriksson, Martin Lundström)    | IFK Umeå (Gunnar Karlsson, Harald Eriksson, Martin Lundström)    | 5.35.21 | Alfredshems IK (Georg Westerlund, Karl Erik Åström, O. Johansson) | Alfredshems IK (Georg Westerlund, Karl Erik Åström, O. Johansson) | 5.35.45 |
| Lagtävling 50 km  | Brännans IF (Manfred Sjödin, Nils Granhammar, Folke Vedin)       | Brännans IF (Manfred Sjödin, Nils Granhammar, Folke Vedin)       | 8.58.33 | IFK Mora (Nils Karlsson, Anders Törnkvist, Lennart Berg)         | IFK Mora (Nils Karlsson, Anders Törnkvist, Lennart Berg)         | 9.03.15 | Östersunds SK (Nils Täpp, Hemming Hemmingsson, Manfred Sjöström)  | Östersunds SK (Nils Täpp, Hemming Hemmingsson, Manfred Sjöström)  | 9.07.10 |

### Damer
| Gren             | Guld                                                                                     | Guld                                                                                     | Guld    | Silver                                                       | Silver                                                       | Silver  | Brons                                                                 | Brons                                                                 | Brons   |
| 10 km            | Märta Norberg Margit Åsberg-Albrechtsson                                                 | Vårby IK IF Friska Viljor                                                                | 40:08   | -                                                            |                                                              |         | Berta Hallqvist                                                       | IF Friska Viljor                                                      | 42:29   |
| Lagtävling 10 km | IF Friska Viljor (Margit Åsberg-Albrechtsson, Berta Hallqvist, Lilly Söderlund-Eriksson) | IF Friska Viljor (Margit Åsberg-Albrechtsson, Berta Hallqvist, Lilly Söderlund-Eriksson) | 2.06.35 | Vårby IK (Märta Norberg, Anna Strandberg, Ingrid Utterström) | Vårby IK (Märta Norberg, Anna Strandberg, Ingrid Utterström) | 2.07.01 | IFK Enskede (Ulla Mårtensson-Jansson, Maud Wirstam, Harriet Eriksson) | IFK Enskede (Ulla Mårtensson-Jansson, Maud Wirstam, Harriet Eriksson) | 2.17.30 |

### Webbkällor
- Svenska Skidförbundet

- DN. Arkivet